# Talgram
Talgram, (तालग्राम) en hindi. Es un pueblo y nagar Panchayat situado en el distrito de Kannauj en el estado de Uttar Pradesh (India). Su población es de 11665 habitantes (2011). 

## Demografía
Según el censo de 2011 la población de Talgram era de 11665 habitantes, de los cuales 6139 eran hombres y 5565 eran mujeres. Talgram tiene una tasa media de alfabetización del 56,67%, inferior a la media estatal del 67,68%: la alfabetización masculina es del 4,49%, y la alfabetización femenina del 47,93%.

## Geografía
El terreno alrededor de Tālgrām es muy plano. Alrededor de Tālgrām está densamente poblado, con 2916 habitantes por kilómetro cuadrado. La comunidad principal más cercana es Gursahāiganj , a 11,2 km al noreste de Tālgrām. El área alrededor de Tālgrām consiste principalmente en tierras agrícolas . 

### Clima
El clima de la zona es húmedo y subtropical. La temperatura media anual en la zona es de 24 °C. El mes más cálido es junio, cuando la temperatura promedio es de 34 °C, y el más frío es enero, con 14 °C. La precipitación media anual es de 1.026 milímetros. El mes más lluvioso es julio, con un promedio de 279 mm de precipitación, y el más seco es noviembre, con 1 mm de precipitación.
| Climograma de Talgram | Climograma de Talgram | Climograma de Talgram | Climograma de Talgram | Climograma de Talgram | Climograma de Talgram | Climograma de Talgram | Climograma de Talgram | Climograma de Talgram | Climograma de Talgram | Climograma de Talgram | Climograma de Talgram |
| --- | --------------------- | --------------------- | --------------------- | --------------------- | --------------------- | --------------------- | --------------------- | --------------------- | --------------------- | --------------------- | --------------------- |
| E | F                     | M                     | A                     | M                     | J                     | J                     | A                     | S                     | O                     | N                     | D                     |
| 40 20 8 | 81 24 11              | 10 30 14              | 12 40 19              | 2 40 23               | 120 42 25             | 279 25 24             | 267 27 24             | 133 31 24             | 56 32 20              | 1 28 14               | 25 23 9               |
| temperaturas en °C • totales de precipitación en mm |                       |                       |                       |                       |                       |                       |                       |                       |                       |                       |                       |
| Conversión sistema imperial\| E \| F \| M \| A \| M \| J \| J \| A \| S \| O \| N \| D \| \| 1.6 68 46 \| 3.2 75 52 \| 0.4 86 57 \| 0.5 104 66 \| 0.1 104 73 \| 4.7 108 77 \| 11 77 75 \| 11 81 75 \| 5.2 88 75 \| 2.2 90 68 \| 0 82 57 \| 1 73 48 \| \| temperaturas en °F • totales de precipitación en pulgadas \| \| \| \| \| \| \| \| \| \| \| \| |                       |                       |                       |                       |                       |                       |                       |                       |                       |                       |                       |
| E | F                     | M                     | A                     | M                     | J                     | J                     | A                     | S                     | O                     | N                     | D                     |
| 1.6 68 46 | 3.2 75 52             | 0.4 86 57             | 0.5 104 66            | 0.1 104 73            | 4.7 108 77            | 11 77 75              | 11 81 75              | 5.2 88 75             | 2.2 90 68             | 0 82 57               | 1 73 48               |
| temperaturas en °F • totales de precipitación en pulgadas |                       |                       |                       |                       |                       |                       |                       |                       |                       |                       |                       |